# مزدا کاپلا
مزدا کاپلا (به انگلیسی:Mazda Capella) خودرویی است که در سال‌های ۱۹۷۰ تا ۲۰۰۲ توسط شرکت مزدا تولید شده‌است.

## نگارخانه

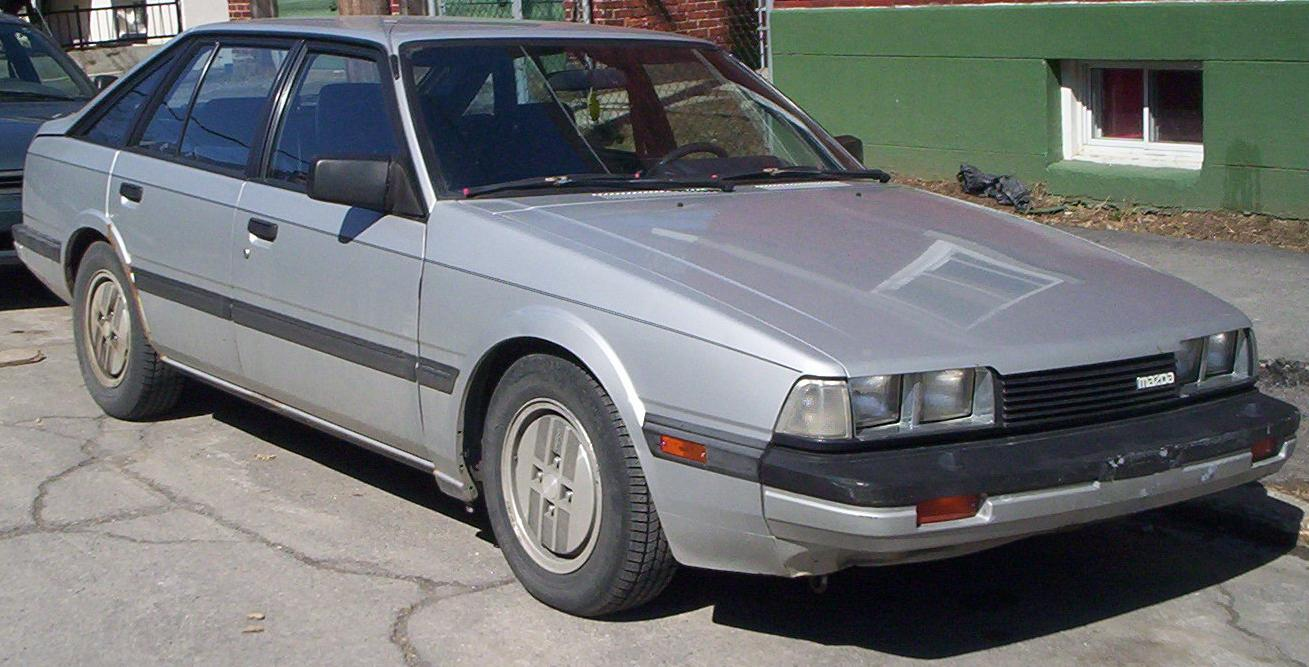
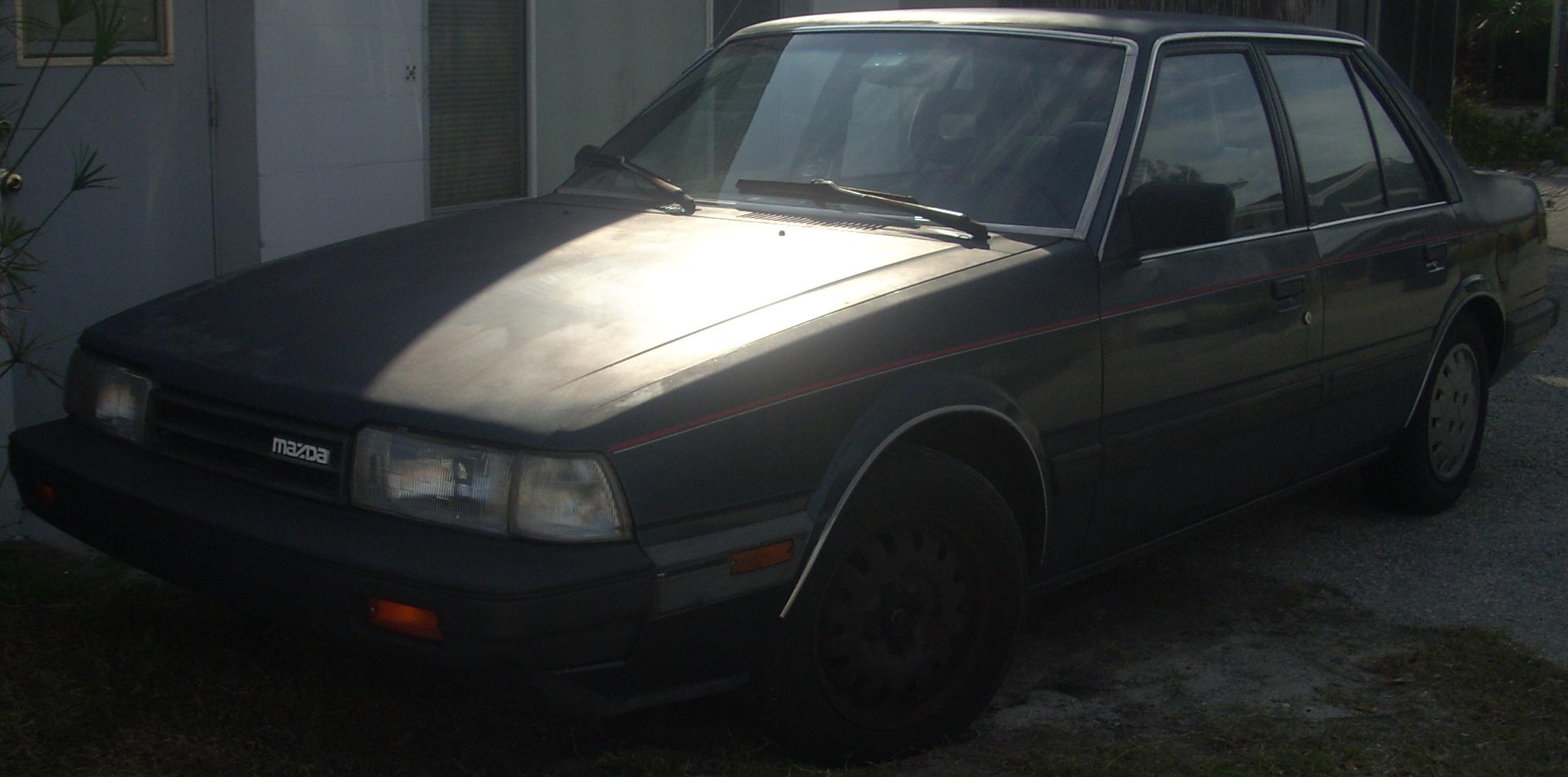
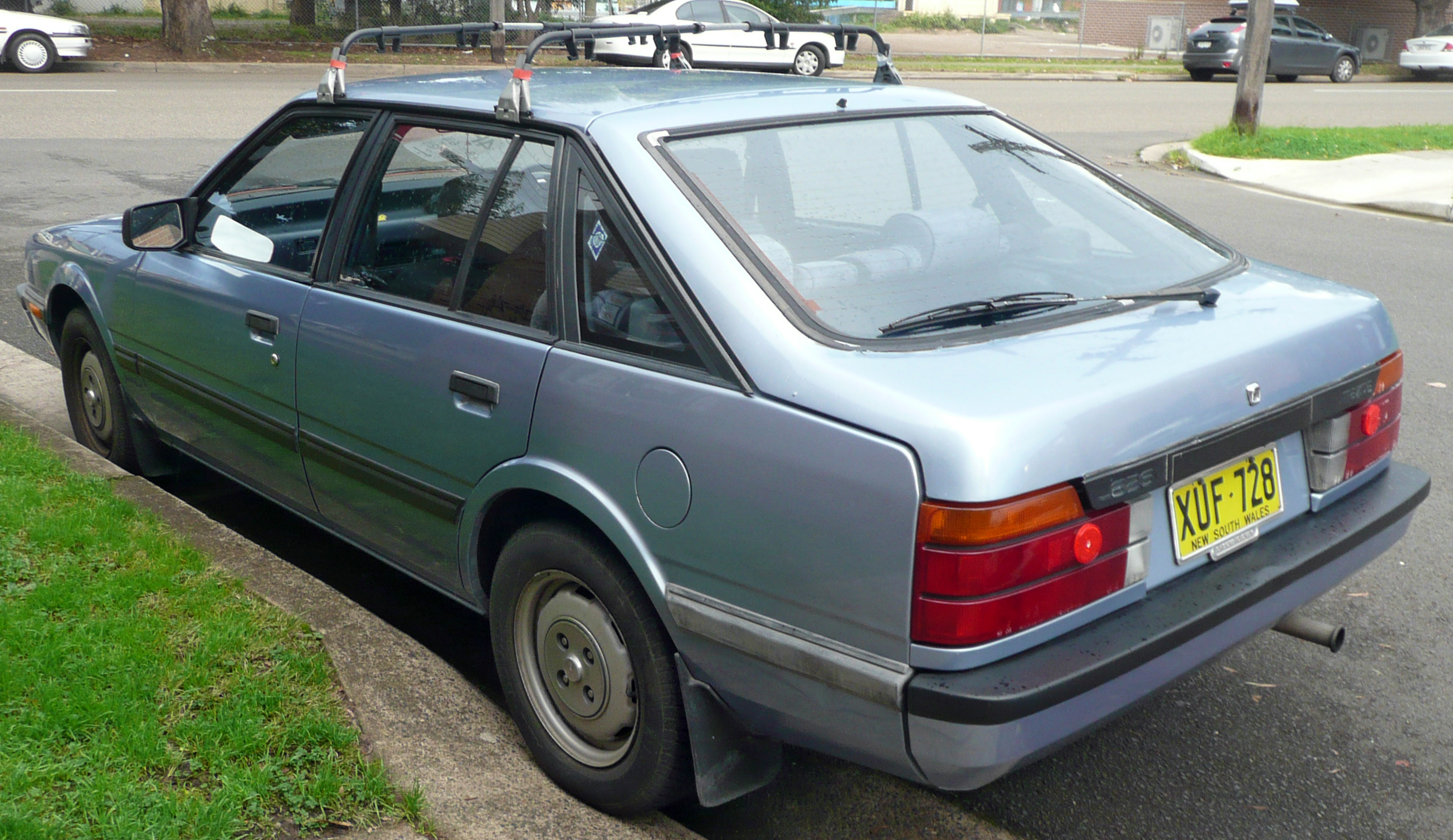
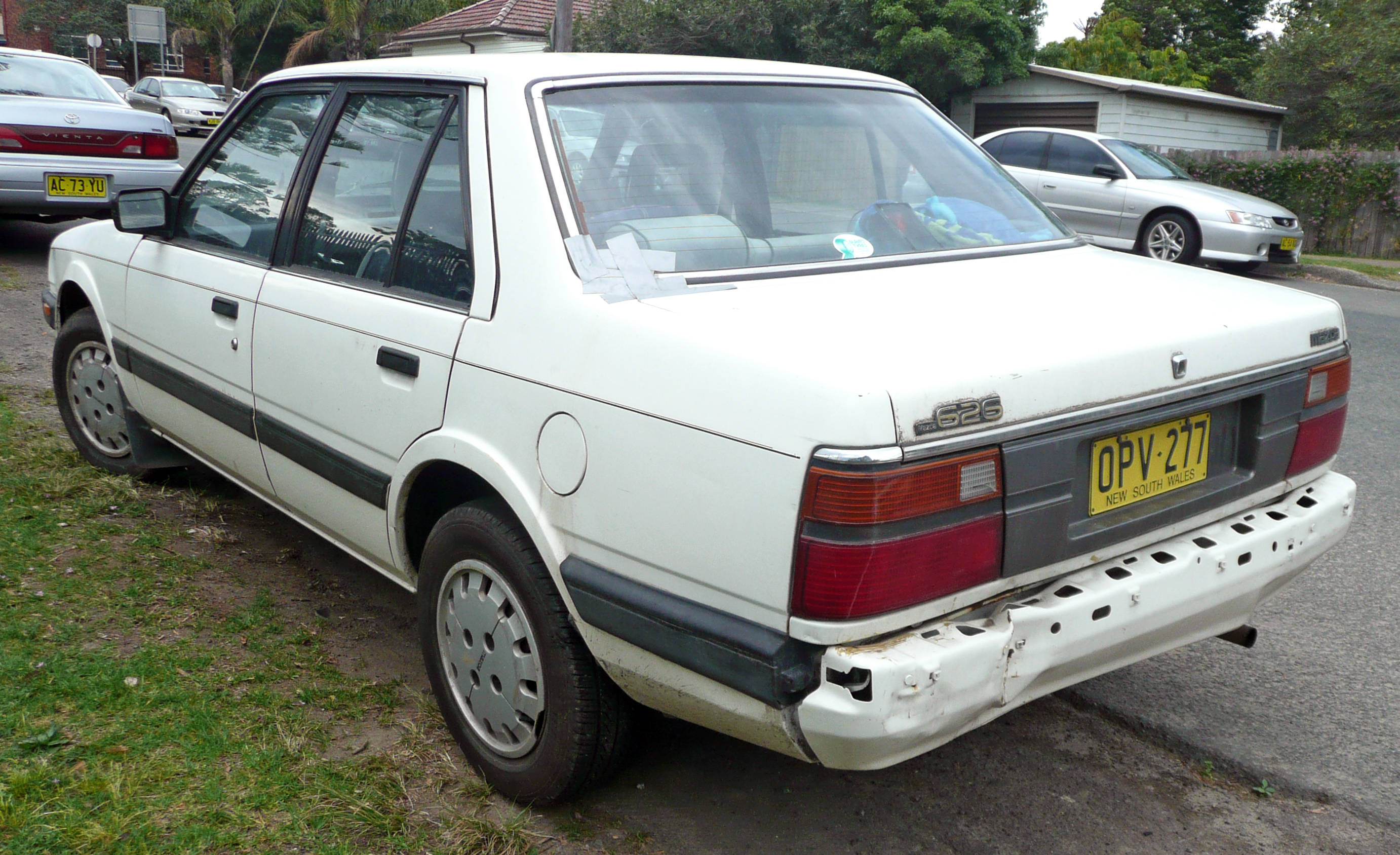
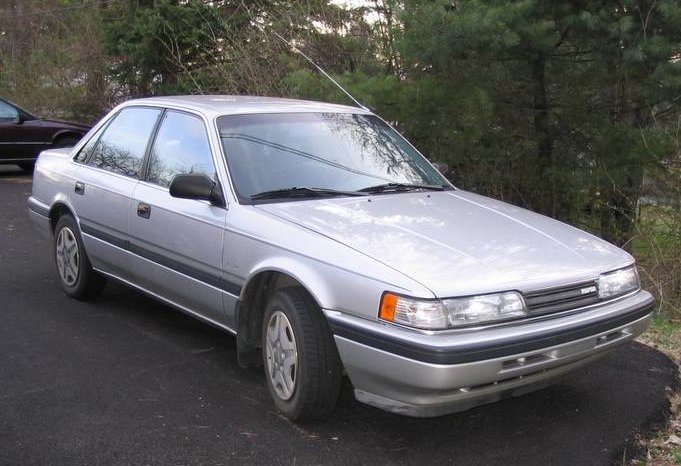